# 意外現場
意外現場，是香港男歌手周殷廷於2022年推出的粵語單曲，由潘鵬展作曲，林寶填詞。歌詞的主題是面對愛情上遭受的背叛，以身處「意外現場」比喻無法再對伴侶的背叛作出逃避的處境。音樂影片由周殷廷自導自演。此歌與周殷廷另外兩首歌曲遲了悔改（2021年）及三生有幸（2024年）均為其代表作，被視作三部曲。

## 背景
出生於香港、成長於新加坡的周殷廷在2010年代回流香港，大專期修讀電影的他一面開設製作公司從事音樂影片拍攝等業務，一面尋找成為歌手的機會。2015年他與香港環球唱片簽下歌手合約，亦繼續為自己及其他歌手執導音樂影片，但其歌唱事業發展並不順利，到了2018年環球決定不再為他推出新歌，及後他返回新加坡，曾打算退出樂壇。直至2021年，他一首以前灌錄但未有推出的歌曲遲了悔改，被挑選為電視劇《太平紋身店》的主題曲，並在劇集播出後意外地廣受好評，此事在後來被視作其歌唱事業的轉捩點。而據周殷廷憶述，他當時未有因遲了悔改的成功而重拾信心，一度拒絕環球請他重返香港之邀，後來在家人的鼓勵下才決定返回。2022年他同意推出一首已灌錄的歌曲，作為最後嘗試，此即本作意外現場，由於推出後同樣獲得不錯的迴響，他終於重新投入歌唱事業。
2024年周殷廷推出自己創作的歌曲三生有幸再獲成功，與題材相近的遲了悔改及意外現場並列為他的代表作，且被視作三部曲。

## 創作與製作
意外現場由潘鵬展作曲，林寶填詞，徐浩及黃兆銘編曲，徐浩監製。歌曲時長4分9秒，以
拍的升F/降G大調創作，每分鐘129拍，曲風憂鬱。
歌詞關於愛情，描述歌者不斷將伴侶的不忠當作一時「意外」，這樣的縱容與逃避心態，並進一步以歌者身處「意外現場」比喻無法再作逃避的處境。英文歌名「Metanoia」（參考轉念）是指經歷精神上的死亡後獲得重生與成長。

## 音樂影片
一如以往，具備音樂影片導演經驗的周殷廷，親自執導及演出此歌的音樂影片。影片在一個貨櫃場以一鏡到底的方式拍攝，鏡頭全程跟隨周殷廷移動，並有一個汽車爆炸的場面。片中汽車內有一個戴上頭套的人，寓意為周殷廷以第三身視覺看着自己被困於面臨爆炸的車內，痛苦掙扎。
音樂影片在YouTube的點擊率逾700萬（截至2024年中）。

## 發行與其他版本
此歌於2022年9月16日由香港環球唱片派至各電台及電視台。同日起於各網絡音樂平台發售。
2024年7月初，周殷廷推出數碼專輯《TO WHOM IT MAY CONCERN》，是他出道多年來首張個人專輯，收錄了意外現場等所有舊作。
2022年12月，周殷廷與展開長期合作之YouTube頻道JFFT的成員們，發佈多人合唱版本意外現場的音樂影片，此版本亦於2023年1月獨立派台。他們後來組成音樂組合JFYT，此版本發表時已稱為「JFYT」版本。

## 榜單成績
獨唱版本的榜單成績如下：
| 週榜榜單（2022-23年） | 最高排名 |
| --------------------- | -------- |
| 中文歌曲龍虎榜        | 2        |
| 新城勁爆本地榜        | 5        |
| 勁歌金榜              | 6        |

JFYT合唱版本並沒有上榜紀錄。

## 備註
1. ↑  一說新加坡出生。[4]
2. ↑  派台資料中編曲只有徐浩一人，但兩版本音樂影片均寫有黃兆銘。
3. ↑  見有關音樂影片日期。